# طبقة S
الطبقة S (الطبقة السطحية) هي جزء من غلاف الخلية الموجود في جميع أنواع العتائق تقريبًا، وكذلك في العديد من أنواع البكتيريا. تتكون الطبقات S لكل من العتائق والبكتيريا من طبقة جزيئية أحادية تتكون واحد (أو في حالات قليلة، اثنين) من بروتين أو بروتينات سكرية متطابقة. تم بناء هذا الهيكل عن طريق التجميع الذاتي وإحاطة سطح الخلية بالكامل. وبالتالي، يمكن أن يمثل بروتين الطبقة S ما يصل إلى 15% من محتوى البروتين الكلي للخلية. يتم حفظ بروتينات الطبقة S بشكل سيئ أو لا يتم حفظها على الإطلاق، ويمكن أن تختلف بشكل ملحوظ حتى بين الأنواع ذات الصلة. اعتمادًا على الأنواع، يتراوح سمك الطبقات S بين 5 و25 نانومتر ولها مسام متطابقة بقطر 2-8 نانومتر.
تم استخدام المصطلح "S-layer" لأول مرة في عام 1976. تم قبول الاستخدام العام في «ورشة العمل الدولية الأولى حول طبقات سطح الخلية البكتيرية البلورية، فيينا (النمسا)» في عام 1984، وفي عام 1987 تم تحديد طبقات S في ورشة عمل منظمة البيولوجيا الجزيئية الأوروبية حول «طبقات سطح الخلية البكتيرية البلورية»، فيينا باعتبارها«صفائف ثنائية الأبعاد للوحدات الفرعية البروتينية التي تشكل طبقات سطحية على الخلايا بدائية النواة»(انظر«المقدمة»، الصفحة السادسة في Sleytr«وآخرون. 1988»). للحصول على ملخص موجز عن تاريخ بحث الطبقة S، انظر المراجع

## موقع طبقات S
- في البكتيريا سالبة الجرام، ترتبط طبقات S بعديدات السكاريد الدهنية عبر التفاعلات الأيونية والكربوهيدراتية والكربوهيدراتية والبروتين والكربوهيدرات و / أو تفاعلات البروتين والبروتين.[2]

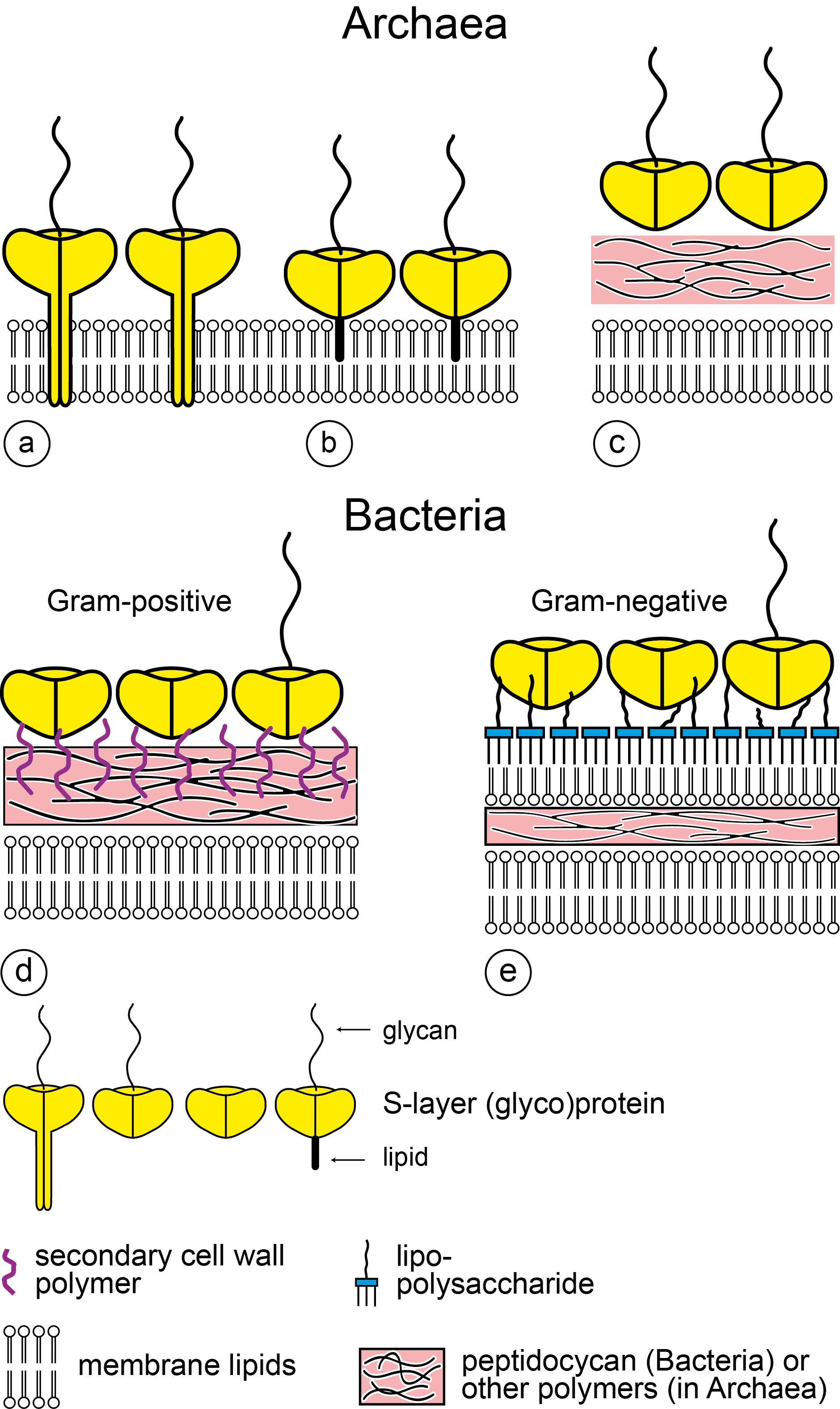
رسم توضيحي تخطيطي للهندسة المعمارية فوق الجزيئية للفئات الرئيسية لمغلفات الخلايا بدائية النواة التي تحتوي على طبقات سطحية (S). تتكون طبقات S في العتائق مع شبكات بروتين سكري كمكون حصري للجدار إما من وحدات فرعية شبيهة بالفطر مع نطاقات غشاء شبيهة بالأعمدة أو كارهة للماء (أ)، أو وحدات فرعية بروتين سكري معدل الدهون (ب). يمكن أن تتكون طبقات S الفردية من بروتينات سكرية تمتلك كلا النوعين من آليات تثبيت الغشاء. قليل من العتائق تمتلك طبقة جدار صلبة (مثل pseudomurein في الكائنات الميثانية) كطبقة وسيطة بين غشاء البلازما والطبقة S (c). في البكتيريا موجبة الجرام (د) ترتبط بروتينات الطبقة S (جليكو) بالطبقة الصلبة المحتوية على الببتيدوغليكان عبر بوليمرات جدار الخلية الثانوية. في البكتيريا سالبة الجرام (هـ) ترتبط الطبقة S ارتباطًا وثيقًا بعديد السكاريد الدهني في الغشاء الخارجي. تم نسخ أسطورة الشكل والشكل من Sleytr et al. 2014، وهو متاح بموجب ترخيص Creative Commons Attribution 3.0 International (CC BY 3.0).

- في البكتيريا موجبة الجرام التي تحتوي طبقاتها S غالبًا على مجالات تماثل الطبقة السطحية (SLH)، يحدث الارتباط للببتيدوغليكان وبوليمررسم توضيحي تخطيطي للهندسة المعمارية فوق الجزيئية للفئات الرئيسية لمغلفات الخلايا بدائية النواة التي تحتوي على طبقات سطحية (S). تتكون طبقات S في العتائق مع شبكات بروتين سكري كمكون حصري للجدار إما من وحدات فرعية شبيهة بالفطر مع نطاقات غشاء شبيهة بالأعمدة أو كارهة للماء (أ)، أو وحدات فرعية بروتين سكري معدل الدهون (ب). يمكن أن تتكون طبقات S الفردية من بروتينات سكرية تمتلك كلا النوعين من آليات تثبيت الغشاء. قليل من العتائق تمتلك طبقة جدار صلبة (مثل pseudomurein في الكائنات الميثانية) كطبقة وسيطة بين غشاء البلازما والطبقة S (c). في البكتيريا موجبة الجرام (د) ترتبط بروتينات الطبقة S (جليكو) بالطبقة الصلبة المحتوية على الببتيدوغليكان عبر بوليمرات جدار الخلية الثانوية. في البكتيريا سالبة الجرام (هـ) ترتبط الطبقة S ارتباطًا وثيقًا بعديد السكاريد الدهني في الغشاء الخارجي. تم نسخ أسطورة الشكل والشكل من Sleytr et al. 2014، وهو متاح بموجب ترخيص Creative Commons Attribution 3.0 International (CC BY 3.0).جدار الخلية الثانوي (على سبيل المثال، أحماض تيكويك). في حالة عدم وجود مجالات SLH، يحدث الارتباط من خلال التفاعلات الكهروستاتيكية بين الطرف N المشحون إيجابياً لبروتين الطبقة S وبوليمر جدار الخلية الثانوي سالب الشحنة. في العصيات اللبنية، قد يكون مجال الربط موجودًا في الطرف C.[2]
- في العتائق سالبة الجرام، تمتلك بروتينات الطبقة S مرساة كارهة للماء مرتبطة بالغشاء الدهني الأساسي.[1][2]
- في العتائق إيجابية الجرام، ترتبط بروتينات الطبقة S بالسودومورين أو الميثانوكوندرويتين.[1][2]

## الوظائف البيولوجية للطبقة S
بالنسبة للعديد من البكتيريا، تمثل الطبقة S منطقة التفاعل الخارجية مع بيئتها الخاصة. وظائفها متنوعة للغاية وتختلف من نوع لآخر. في العديد من الأنواع البدائية، تكون الطبقة S هي المكون الوحيد لجدار الخلية، وبالتالي فهي مهمة لتحقيق الاستقرار الميكانيكي والتناضحي. تشمل الوظائف الإضافية المرتبطة بطبقات S ما يلي:
- الحماية ضد العاثيات، ضمية مشابهة للعلقة، وبلعمة
- مقاومة ضد انخفاض درجة الحموضة
- حاجز ضد المواد ذات الوزن الجزيئي المرتفع (على سبيل المثال، الإنزيمات المحللة)
- التصاق (لطبقات S الجليكوزيلاتي)
- استقرار الغشاء (مثل SDBC في مكورة غريبة مقاومة للإشعاع)[10][11]
- مقاومة الإجهاد الكهرومغناطيسي (مثل الإشعاعات المؤينة ودرجات الحرارة المرتفعة)[10][11]
- توفير مواقع التصاق للبروتينات الخارجية
- توفير حجرة محيطية في بدائيات النوى إيجابية الجرام مع الببتيدوغليكان والأغشية السيتوبلازمية
- خصائص مضادة للقاذورات[12]
- تمعدن حيوي[13][14][15]
- المنخل الجزيئي ووظيفة الحاجز[16]

## هيكل طبقة S
على الرغم من وجودها في كل مكان بين الأركيا، وشائعة في البكتيريا، فإن طبقات S للكائنات الحية المتنوعة لها خصائص هيكلية فريدة، بما في ذلك التناظر وأبعاد خلية الوحدة، بسبب الاختلافات الأساسية في اللبنات الأساسية المكونة لها. توقعت تحليلات التسلسل لبروتينات الطبقة S أن بروتينات الطبقة S لها أحجام 40-200 كيلو دالتون وقد تتكون من مجالات متعددة قد يرتبط بعضها من الناحية الهيكلية. منذ أن تم التحقيق على نطاق واسع في أول دليل على مصفوفة جزيئية كبيرة على جزء من جدار الخلية البكتيرية في بنية الطبقة S في الخمسينيات من القرن الماضي عن طريق الفحص المجهري الإلكتروني والصور ذات الدقة المتوسطة للطبقات S من هذه التحليلات قدمت معلومات مفيدة حول التشكل العام للطبقة S. تم تحديد الهياكل عالية الدقة لبروتين الطبقة الأثرية S (MA0829 من ميثانية رزمية آكلة الخلات C2A) لعائلة Methanosarcinales S-layer Tile Protein وبروتين S-layer البكتيري (SbsB)، من عصوية دهنية أليفة الحرارة s PV72، مؤخرًا بواسطة علم البلورات بالأشعة-X. على عكس الهياكل البلورية الحالية، التي مثلت المجالات الفردية لبروتينات الطبقة S أو المكونات البروتينية الثانوية للطبقة S، سمحت الهياكل MA0829 و SbsB بنماذج عالية الدقة لطبقات M. acetivorans وG. تكون مقترحة. تُظهر هذه النماذج تناظرًا سداسيًا (p6) ومائلًا (p2)، لطبقات M. acetivorans وG. والطبقات البكتيرية S.
بشكل عام، تُظهر الطبقات S إما تناظرًا شبكيًا مائلًا (p1 ، p2)، مربع (p4) أو سداسيًا (p3 ، p6). اعتمادًا على التناظر الشبكي، تتكون كل وحدة مورفولوجية للطبقة S من واحدة (p1)، أو اثنان (p2)، أو ثلاثة (p3)، أو أربع (p4)، أو ستة (p6) وحدات بروتينية متطابقة. يتراوح التباعد من المركز إلى المركز (أو أبعاد خلية الوحدة) بين هذه الوحدات الفرعية من 4 إلى 35 نانومتر.

## التجميع الذاتي

### التجميع في فيفو
يتطلب تجميع مصفوفة طبقة S أحادية الجزيء عالية الترتيب متماسكة للغاية على سطح خلية متنامية توليفًا مستمرًا لفائض من بروتينات الطبقة S وانتقالها إلى مواقع نمو شعرية. علاوة على ذلك، تم الحصول على المعلومات المتعلقة بهذه العملية الديناميكية من تجارب إعادة التكوين مع الوحدات الفرعية المعزولة من الطبقة S على أسطح الخلايا التي تم إزالتها منها (إعادة الارتباط المتماثل) أو تلك الخاصة بالكائنات الأخرى (إعادة الارتباط غير المتجانسة).

### التجميع في المختبر
تتمتع بروتينات الطبقة S بالقدرة الطبيعية على التجميع الذاتي في مصفوفات أحادية الجزيء منتظمة في المحلول وعلى واجهات، مثل الدعامات الصلبة، وواجهة الهواء والماء، والأفلام الدهنية، والجسيمات الشحمية، والمستحلبات، والكبسولات النانوية، والجسيمات النانوية أو الخرزات الدقيقة. يتبع نمو بلورات الطبقة S مسارًا غير كلاسيكي تكون فيه خطوة إعادة التشكيل النهائية لبروتين الطبقة S جزءًا من تكوين الشبكة.

## تطبيق
تم بالفعل استخدام بروتينات الطبقة S الأصلية منذ ثلاثة عقود في تطوير أجهزة الاستشعار الحيوية وأغشية الترشيح الفائق. في وقت لاحق، سمح لبروتينات اندماج الطبقة S ذات المجالات الوظيفية المحددة (مثل الإنزيمات، أو الترابط، أو mimotopes، أو الأجسام المضادة أو المستضدات) بالتحقيق في استراتيجيات جديدة تمامًا لتفعيل الأسطح في علوم الحياة، كما هو الحال في تطوير مصفوفات تقارب جديدة، ولقاحات الغشاء المخاطي، الأسطح المتوافقة حيويًا، والحاملات الدقيقة وأنظمة التغليف، أو في علوم المواد كقوالب للمعادن الحيوية.